# Німці Угорщини
Німецькі угорці (нім. Ungarndeutsche, угор. magyarországi németek) - німецькомовна меншина Угорщини, яку іноді також називають дунайськими швабами (нім. Donauschwaben, угор. dunai svábok), багато з яких називають себе "шведами" на власному швабському діалекті. В Угорщині проживає 131 951 носій німецької мови (за даними перепису 2011 року). Придунайські шваби - це збірний термін для позначення низки німецьких етнічних груп, які проживали в колишньому Королівстві Угорщина, включаючи Королівство Хорватія-Славонія і Воєводина. Інші етнічні німецькі групи раніше проживали на території як колишнього Угорського королівства, так і на території сучасної Угорщини з часів Середньовіччя, насамперед у Будапешті, але не тільки.
Угорські німці - це нащадки придунайських швабів, які іммігрували до Карпатського басейну та прилеглих регіонів, і які зараз є меншиною на цих територіях. Багато угорських німців були вислані з регіону між 1946 і 1948 роками, і багато з них зараз живуть у Німеччині або Австрії, а також в Австралії, Бразилії, США і Канаді. Однак, багато з них досі розсіяні в межах сучасної Угорщини у 9 округах і столиці, Будапешті.

## Історія
Міграція німецькомовних груп на територію сучасної Угорщини почалася приблизно 1000 років тому, коли в країну в'їхали лицарі у супроводі Жизелі Баварської, дружини німкені за походженням, першого короля Угорщини Стефана І. Крім того, до 20-го століття в Угорщині можна виділити три окремі хвилі міграції етнічних німців. Перші дві хвилі переселенців прибули до Угорського королівства в Середньовіччі (точніше, в період Високого Середньовіччя між 11 і 13 століттями) і сформували ядро населення кількох міст у Верхній Угорщині (тобто ципсерські німці, "Zipser Sachsen") і південній Трансільванії (тобто трансильванські саксонці, "Siebenbürger Sachsen").
Третя, найбільша хвиля німецькомовних іммігрантів прибула до Угорщини в результаті цілеспрямованої переселенської політики уряду Габсбургів після вигнання Османської імперії з угорської території. Між 1711 і 1780 роками німецькомовні поселенці з Південної Німеччини, Австрії та Саксонії емігрували до південно-західної Угорщини, зокрема до Буди, Банату та округу Сатмар. Цей приплив іммігрантів сприяв економічному відновленню та культурній самобутності цих регіонів. Наприкінці 18 століття в Угорському королівстві проживало понад мільйон німецькомовних мешканців. У той час у королівстві існувала процвітаюча німецькомовна культура, публікувалися німецькомовні літературні твори, газети та журнали. Більше того, у столиці королівства, Будапешті, працював німецькомовний театр.
Упродовж 19-го століття розвивалася потужна німецька промислова спільнота, особливо у сферах склодувного виробництва, цегляної кладки та ливарної металообробки. У відповідь на це у другій половині століття виник потужний угорський націоналістичний політичний рух, спрямований на асиміляцію німецькомовних громадян та їхньої економічної могутності в угорську культуру. Цілі руху були досягнуті за допомогою низки заходів, включаючи примусову заміну німецької мови в школах етнічних німців на угорську.
До 1918 року, наприкінці Першої світової війни, майже два мільйони придунайських швабів та інших німецькомовних народів проживали на території сучасних Угорщини, Румунії, Хорватії, Словаччини та колишніх югославських республік. У період між 1918 і 1945 роками кілька факторів значно зменшили кількість німецькомовних мешканців колишнього королівства; як наслідок, після Другої світової війни залишилося лише тридцять відсотків первісного німецькомовного населення. Кількість німців в Угорському королівстві скоротилася більш ніж удвічі за Тріанонським договором 1920 року, оскільки королівство було змушене поступитися значною частиною своєї території сусіднім країнам.
У 1938 році була створена націонал-соціалістична німецька організація "Народний союз німців в Унґарні" під керівництвом Франца Антона Баша, яка стала найвпливовішою політичною організацією серед угорських німців. У 1940 році він став офіційним представницьким органом угорських німців і перебував під прямим контролем Німеччини. Народний союз мав своїх представників в угорському парламенті до 1945 р. Через обмежений набір добровольців і широку мобілізацію, а також масову передачу підрозділів національних збройних сил, багато етнічних німців опинилися на службі у військових частинах, сформованих або контрольованих Третім Рейхом, і воювали на боці Німеччини у Другій світовій війні. Серед них було кілька підрозділів Ваффен СС, які брали участь у бойових діях поблизу Угорщини, в її володіннях та за її межами.
Наприкінці Другої світової війни німецькомовна громада в Угорщині розглядалася комуністами як цап-відбувайло, і було розпочато процес етнічних чисток. Посилаючись на "міркування безпеки", Червона армія, що наступала, депортувала з Угорщини близько 600 000 цивільних осіб і військовополонених, з яких 40 000-65 000 були німцями. Значна кількість німців, переважно членів нацистських організацій, уникаючи або побоюючись депортації до Сибіру, також втекли з Угорщини. Багато німців було відправлено до Німеччини, спочатку до американської зони окупації, а пізніше до радянської зони окупації. Загалом з Угорщини було вислано близько 220 000 німців.

### Вигнання
У 1945 році, коли Друга світова війна все ще тривала, різні фракції, що змагалися за негайну та повоєнну політичну владу в Угорщині, намагалися вирішити, як ставитися до етнічних німців. Думки розділилися: Угорська комуністична партія та її союзник, Національна селянська партія, закликали до вигнання всіх німців, тоді як основна демократична партія, Партія дрібних господарів, виступала за депортацію лише колишніх членів Фольксбунду та Ваффен СС. У травні 1945 року угорський уряд оголосив, що проблема не в більшій мірі швабська, а в німецьких фашистах: він вирішив депортувати лише колишніх солдатів Ваффен СС і конфіскувати землі членів Фольксбунду. Однак невдовзі після цього він попросив у Москви дозволу на депортацію від 200 000 до 250 000 етнічних німців до радянської зони окупації Німеччини. Це було набагато більше, ніж кількість членів Народного союзу, що підкріплює теорію про те, що метою було знищення небажаної етнічної групи, а не лише німецьких фашистів. Однак німецьке населення в Угорщині ніколи не зазнавало таких жорстоких переслідувань і зловживань, як у Польщі, Чехословаччині чи Югославії.
Ініціатива включення питання про вигнання етнічних німців з Угорщини до порядку денного Потсдамської конференції "Великої трійки" у серпні 1945 року походила від Радянського Союзу. Разом з угорською компартією СРСР використовував аргумент колективної вини швабів, щоб приховати свою справжню мету - радикальну земельну реформу. Навесні 1945 року маршал Ворошилов зажадав від угорського уряду повного вигнання німців з Угорщини. Всі етнічні німці, які визнали німецьку мову рідною, вважалися такими, що мають право на переселення. Уряд оцінював кількість німців, які мали бути виселені з Угорщини, від 200 000 до 250 000.
Певні категорії угорських німців були звільнені від депортації, переважно ті, хто були активними членами демократичних партій чи профспілок або переслідувалися нацистами за приналежність до угорської національності. Пізніше, у 1947 році, були звільнені від депортації промислові робітники критично важливих галузей промисловості, шахтарі, незамінні ремісники та сільськогосподарські робітники, якщо тільки вони не були членами Народного союзу або Ваффен СС. Створені урядом комітети зі звільнення насправді перебували під контролем Комуністичної партії. Таким чином, іноді заможних швабів, які не були членами Народного союзу, висилали, тоді як робітничий клас етнічних німців, які зараз є членами Комуністичної партії Угорщини, звільнявся, навіть якщо вони були членами Народного союзу.
В Угорщині піднялися голоси проти цих свавільних висилок. Ліберальні партії, зокрема, Партія дрібних власників, і вціліла демократична преса розкритикували огульний характер класифікації кожного етнічного німця як зрадника. Кардинал Юзеф Міндсенті (швабського походження), глава Римо-католицької церкви в Угорщині і запеклий антикомуніст, неодноразово протестував проти конфіскації майна і вигнання етнічних німців. Він апелював до світової громадської думки, рішуче засуджуючи ставлення влади до етнічних німців в Угорщині. Ці протести не мали жодного ефекту, і з посиленням комуністичного домінування в угорському уряді вся опозиція була поступово ліквідована. (У 1949 році кардинал Міндсенті був засуджений комуністичним урядом за державну зраду і отримав довічне ув'язнення. Під час угорської революції 1956 року він отримав притулок у посольстві США в Будапешті, звідки йому нарешті дозволили виїхати в еміграцію в 1971 році).
Виселення етнічних німців відбувалося у два етапи: перший етап тривав з січня по червень 1946 року і, після короткої перерви влітку 1946 року, тривав до грудня 1946 року. Біженців спочатку відправляли до американської зони окупації в Німеччині. Другий етап виселення розпочався у серпні 1947 року. Оскільки уряд США відмовився приймати більше біженців у своїй зоні, етнічних німців відправили до радянської зони окупації. Близько 50 000 швабських німців були переведені до таборів у Саксонії, звідки їх пізніше розподілили в інші райони радянської зони. Але на той час більшість етнічних німців, що залишилися в Угорщині, прагнули виїхати, оскільки умови їхнього життя стали нестерпними. За іронією долі, під час цієї другої хвилі виселення з Угорщини було вивезено найбільш кваліфікованих і працьовитих німецьких робітників. Це мало довготривалий негативний вплив на угорську економіку. Виселення було повністю припинено восени 1948 року.
Загалом 239 000 швабських німців були змушені покинути Угорщину. Близько 170 000 виїхали до американської зони в Німеччині, 54 000 - до радянської зони і 15 000 - до Австрії. За оцінками, 11 000 цивільних етнічних німців загинули під час виселення.
Ті етнічні німці, які обрали угорське громадянство під час перепису 1941 року, які обрали угорську мову як рідну і які були повністю інтегровані в угорське суспільство, як правило, змогли уникнути депортації. До 1948 року, коли комуністи домінували в угорському уряді, класова війна взяла гору над націоналізмом. Лідер комуністичної партії Ракоші заявив, що решту швабів, переважно кваліфікованих робітників, слід реінтегрувати в угорську державу. У жовтні 1949 року було оголошено загальну амністію всіх етнічних німців. Через шість місяців, у травні 1950 року, виселення було офіційно припинено, а всім німцям, що залишилися, було надано угорське громадянство. Це створило ще одну кризу серед німецької громади Угорщини, члени якої більше не могли покинути країну, оскільки вони були громадянами Угорщини.

## Лікування в Угорщині після Другої світової війни
Ситуація для меншин, зокрема угорських німців, почала покращуватися завдяки програмі економічної лібералізації під назвою "гуляш-комунізм". Цей рух, очолюваний тодішнім генеральним секретарем Угорської комуністичної партії Яношем Кадаром, гарантував певні економічні та культурні права меншинам. У 1955 році була заснована нова організація - Об'єднання угорських німців (нім. Verband der Ungarndeutschen). Основним напрямком діяльності групи було викладання німецької мови в угорських школах. Через попередню позицію уряду щодо німецької культури, німецької мови в школах на той час викладали дуже мало, і організатор групи побоювався, що угорська шкільна система виховала "німе покоління". Організатори гурту вважали, що угорська німецька молодь дуже погано володіє німецькою мовою, зокрема з обмеженим розумінням мови, що викликає занепокоєння. Група досягла успіху у 1980-х роках, коли німецька мова отримала статус мови меншини, таким чином здобувши легальний статус в угорській шкільній системі. Кількість двомовних шкіл продовжувала зростати. У 2001 році 62 105 осіб визнали себе німцями, а 88 209 осіб заявили про близькість до німецьких культурних цінностей і традицій.
На парламентських виборах 2018 року до парламенту Угорщини вперше з 1933 року був обраний представник німецької меншини Угорщини - Імре Ріттер від Національного самоврядування німців Угорщини